# Strategische spoorlijn Sint-Katelijne-Waver - Lier
Strategische spoorlijn Sint-Katelijne-Waver - Lier is een voormalige Belgische spoorlijn. Ze werd in 1914 door het Belgisch leger aangelegd om de forten van Lier en Koningshooikt te bevoorraden. Lang heeft ze niet bestaan, na de val van Antwerpen had ze geen nut meer voor de Duitsers en werd ze opgebroken.
Na af te takken van lijn 25, liep ze parallel met de N14. De dorpskern van Duffel werd langs het zuiden gepasseerd en dan liep ze evenwijdig langs de Nete. Via Itterbeek geraakte ze tot haar eindpunt bij het fort van Lier, aan de zuidkant van de stad.